# Pylint
Pylint je software pro statickou analýzu kódu určený pro kontrolu zdrojových kódů programů v jazyce Python. Svým jménem navazuje jednak na tradiční program lint sloužící pro statickou analýzu zdrojového kódu Céčka, jednak na zvyk označovat pythonovské programy předponou py. Kontroluje přitom jak správnou syntaxi, tak správný styl zápisu programu, a snaží se upozornit i na podezřelé konstrukce, které hodnotí za návrhové antivzory (např. duplikaci kódu).
Je možno jej používat samostatně, ale také je možno jej integrovat do některých vývojových prostředí, například do PyCharmu, Eclipse  a Visual Studio Code. Také je možné jej integrovat do některých textových editorů, například do Vimu a Emacsu.
Pylint sám je naprogramovaný v Pythonu a jedná se o svobodný software uvolněný pod licení GNU GPL.